# Jean-Baptiste Voortman
Jean-Baptiste (Jan Baptist) Voortman (Gent, 24 juni 1804 - aldaar, 21 maart 1862) was een Belgisch industrieel.

## Levensloop
Jan Baptist Voortman nam in de jaren 1820 de katoendrukkerij van zijn vader, Abraham Voortman, over in Gent. Samen met zijn schoonbroer Guillaume Van Zantvoorde dreef hij intensieve handel met Nederlands-Indië. Na het overlijden van Van Zantvoorde in 1843 leidde Voortman het bedrijf tot aan zijn dood, waarna zijn zonen het overnamen. In 1876 werd het omgevormd tot de nv Texas, in 1957 smolt het samen met de voormalige nv Louisiana tot de nv Loutex. In 1967 werd deze nv opgenomen in de Union Cotonnière, waarin de familie Voortman een belangrijke rol bleef spelen.
Voortman was orangist en was achter de schermen politiek actief actief voor de liberalen. Hij was medestichter van de Liberale Associatie in Gent.